# 千炳圭
千 炳圭（チョン・ビョンギュ、朝鮮語: 천병규、1918年7月1日 - 1993年7月19日）は、大韓民国の金融官僚、外交官、政治家、実業家。韓国銀行副総裁、第14代財務部（現・企画財政部）長官、第10代韓国国会議員。本貫は潁陽千氏。号は東栢（トンベク、동백）。日本名は千田 圭一。
元検察総長、法務部長官の呉鐸根は妻の兄弟。

## 経歴
慶尚北道安東に生まれた。1931年に大邱公立普通学校を卒業し、1936年大邱高等普通学校（現・慶北高等学校）を修了した。1939年に大阪商科大学（のちの大阪公立大学）予科を卒業し、1941年に大阪商科大学を卒業した。1942年に朝鮮銀行に入行し、1950年に韓国銀行初代東京支店長を務め、その後は大阪、香港の支店長および外務部長、調査部長を務めた。1956年に韓国銀行副総裁を務めた後、1959年に韓国銀行の銀行監督部長と財務部次官を歴任した。1961年に財務部長官となり、6・10通貨改革を主導し、第1次経済開発5カ年計画の樹立をリードした。また、在任中にオーストリアのウィーンで開催する国際通貨基金・国際復興開発銀行の韓国首席代表として参加した。しかし、1963年に民主共和党4大疑惑事件の1つ、「証券波動」に巻き込まれ、3ヶ月間投獄された。出獄後はソウル新聞社理事を務め、1964年に政経研究所初代理事になった。1965年に大統領特使としてベトナム派遣将兵を慰問し、1966年に財務部長官顧問を務めた。1967年にアジア開発銀行常任理事に就任した後、国際経済会議に韓国代表団の顧問として数回参加した。1974年より駐タイ王国・ラオス大使、1976年より駐スイス大使を歴任した。
1979年に維新政友会所属の第10代国会議員となり、維政会経科分科委員長、韓日議員連盟東京会議副委員長を務めた。その後は科学振興対策委員長を経て、1981年に東方鉄管株式会社会長を務めた。そのほか韓国日報百想財団の理事長を務めていたが、1993年7月19日、持病によりソウル大病院で死去した。享年75。